# Phryganistria heusii
Phryganistria heusii là một loài Bọ que, họ Phasmatidae, tông Pharnaciini, chi Phryganistria được tìm thấy tại Khu bảo tồn thiên nhiên Tây Yên Tử trên huyện Sơn Động và Lục Nam, tỉnh Bắc Giang, Việt Nam, được các nhà khoa học thuộc Viện Khoa học Tự nhiên Hoàng gia Bỉ công bố trên tạp chí European Journal of Taxonomy số 104 (2014). Phryganistria heusii yentuensis được xếp hạng là loài côn trùng dài thứ hai trên thế giới đã ghi nhận đến thời điểm 2014, sau loài bọ que Phobaeticus chani cùng tông với chiều dài kỷ lục 567 mm.

## Phân loài
1. Phryganistria heusii heusii (Hennemann & Conle, 1997) - Vườn quốc gia Cúc Phương, Việt Nam
2. Phryganistria heusii yentuensis Joachim Bresseel, Jérôme Constant, 2014 - Khu di tích và danh thắng Tây Yên Tử, Việt Nam